# Assentament del poble got a Aquitània

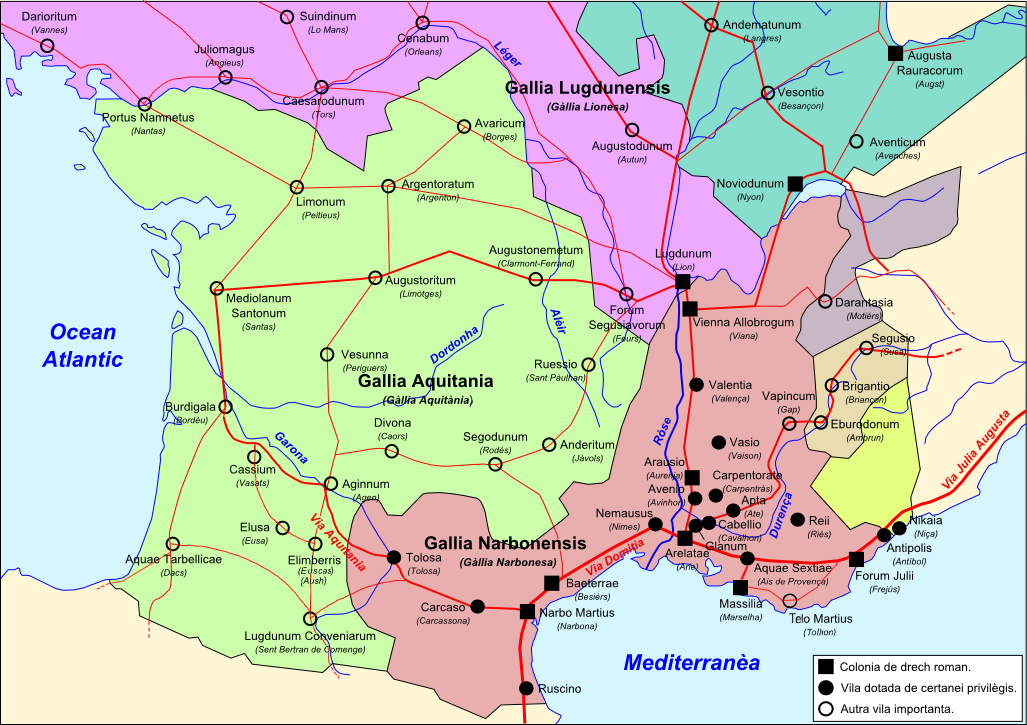
Aquitània (en verd) dins la Gàl·lia

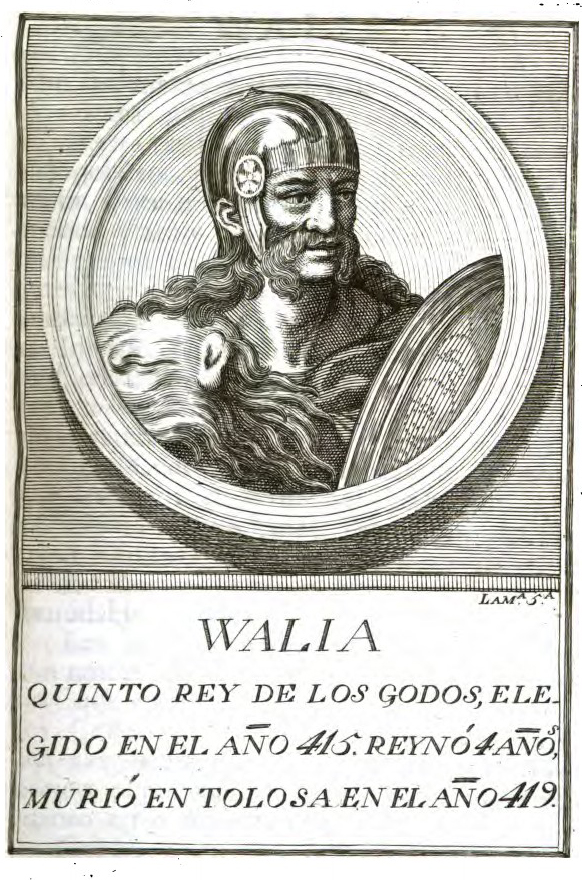
Fou el rei que envaí Aquitània el 416

L'assentament del poble got a Aquitània tingué lloc al segle iv.

## Arribada dels huns
Els gots, provinents del baix Vistula, a la regió bàltica, a començament del segle iii eren a Ucraïna i formaven dos regnes, el dels visigots i el dels ostrogots. Com a conseqüència de diferents envestides godes (a Tràcia, 238; a la costa del mar Negre, 257-258), l'emperador Luci Domici Aurelià els cedí Dàcia (271) des d'on de vegades col·laboraren amb l'imperi. durant el segle iv, Roma es veié obligada en repetides ocasions a frenar llur natural desig d'entrar en territori de l'Imperi. El 332 Constantí I el Gran els admeté com a federats, amb totes les obligacions que es derivaven d'aquest estatut. Mentre durà el període de pau que seguí aquest tractat, els gots es convertiren al cristianisme arrià, gràcies a les prèdiques d'Úlfila. El 367 i el 369, a causa de noves hostilitats amb Roma, els gots es retiraren una mica de llurs posicions i s'establiren a l'actual Transsilvània. Al segle iv, els visigots ocupaven la regió compresa entre el Danubi i el Dnièster, mentre que els ostrogots habitaven l'actual Ucraïna, o sigui la regió compresa entre el Dniester i el riu Don.

## Els huns travessen el Don
Quan el 375 els huns travessaren el Don i derrotaren els ostrogots, una part dels visigots, sota el cabdillatge de Fritigern, pactà amb Roma (376) llur establiment a l'altra banda del Danubi –que va traspassar probablement per l'actual Silístria-, ja en territori de l'Imperi. L'estada dels visigots dins aquesta regió fou molt precària; queixosos del tracte rebut de les autoritats romanes (377), envaïren Mèsia, Macedònia i Tràcia, on l'emperador Valent, a Adrianòpolis, fou derrotat i mort en intentar deturar-los (9 d'agost de 378). Aquesta desfeta fou veritablement transcendental, més que pel fet militar en si –que tenia precedents no menys greus, dels quals Roma s'havia pogut refer-, perquè va manifestar la nul·la capacitat de reacció de l'Imperi, la manca de cohesió en tots els seus ordres.
Després d'uns anys de lluita en el transcurs de la qual els visigots adquiriren una part de Pannònia en 380 foren fixats a Mèsia i a Tràcia com a federats (382), i això representava, entre altres coses, que els gots continuarien essent un poble lliure jurídicament i socialment, i que no serien, doncs, assimilats a la civilització romana, per bé que intervindrien militarment en les disputes internes del temps de Teodosi I el Gran. Alaric, cap dels visigots, al·legant que l'emperador li havia promès de nomenar-lo magister militum en pagament dels seus serveis, reclamà en va dels successors d'aquell, Arcadi i Flavi Honori, el compliment de la promesa del pare. Les conseqüències d'aquesta negativa no es feren esperar: Alaric atacà Constantinoble i Rufí, prefecte del pretori a Orient, hagué de comprar la retirada dels visigots (395), que es dirigiren aleshores cap a Tessàlia, combatent Estilicó, que volia evitar llur establiment a la Il·líria oriental. La retirada d'Estilicó, impotent per a contenir Alaric, després que l'exèrcit oriental havia estat cridat a Constantinoble, permeté als visigots d'ocupar tot Grècia. Establerts al Peloponès, es veieren obligats a combatre novament Estilicó (397), el qual fou acusat per la cort d'Orient de tenir tractes amb Alaric. Arcadi, que odiava l'omnipotent Estilicó, concedí l'Epir al rei got amb el pompós títol de magister militum per Il·liricum; Al mateix temps, un altre visigot, Gaïnes –al qual estava reservat un brillant paper els anys següents-, obtenia també un càrrec important dins l'organització militar de l'Imperi d'Orient.

## Alaric i Honori irreconciliables

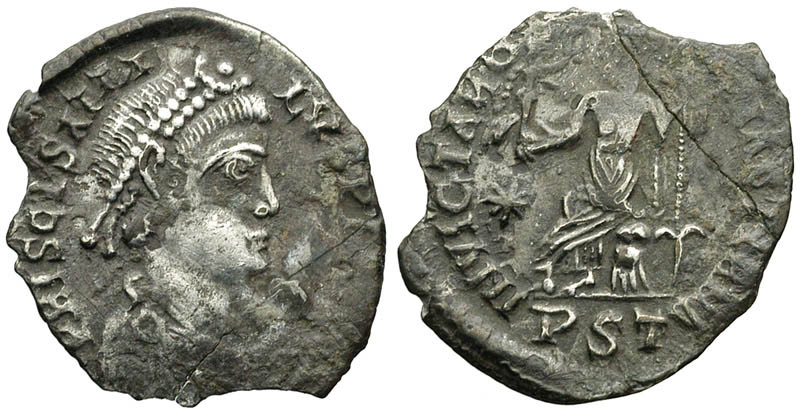
restes de moneda de Priscus Attalus

El 409, quan cada dia es van fent més irreconciliables les relacions entre Alaric i Honori, apareixen en l'escena politicomilitar Ataülf, aquell que fixarà per un breu temps la seva capital a Barcelona uns anys després. Cridat pel seu cunyat Alaric a Itàlia –havia restat a Panònia amb un grup de gots- fou derrotat per un exèrcit d'huns al servei de l'Imperi. Aconseguí, però d'arribar prop de d'alaric. La situació era d'extrema gravetat, però encara s'assajaria de trobar una solució al conflicte que enfrontava gots i romans: el nou prefecte del pretori, Jovis, que coneixia personalment Alaric, entrà en negociacions amb els visigots per posar-se d'acord en la regió on aquests s'haurien d'establir. En fracassar aquests contactes, Alaric marxà sobre Roma i imposà al Senat un nou emperador, Priscus Attalus. El rei got es reservà el títol de magister utrisque militae i concedí a Ataülf el de comes domesticorum. L'oposició del comte d'Àfrica, Heracli – que tallà el forniment d'oli i blat a Roma -, al nou emperador, provocà una diferència de criteris amb relació a l'acció a prendre per a fer front a aquesta nova situació: Alaric era partidari d'envair l'Àfrica, opinió que no era compartida per Attalus. Aquesta negativa, a l'emperador romà li costà la porpra, perquè fou desposseït de la corona l'estiu del 410. Fracassades les negociacions amb Honori, el rei visigot entrà a Roma (24 d'agost del 410), la saquejà i agafà en ostatge Gal·la Placídia, germana d'Honori.

## L'impossible camí d'Àfrica
En realitat, el pas dels visigots no era sinó una marxa cap al sud, camí de l'Àfrica; una tempesta ensorrà l'intent de passar a les riques terres d'aquest continent. A finals del 410, Alaric morí a Cosenza i fou succeït per Ataülf, que conduí el seu poble cap a la Gàl·lia, on actuà encara un temps a favor d'Honori en la lluita d'aquest contra Joví, un de tants usurpadors imperials (412-413). A partir del 413, Ataülf, que no havia rebut l'ajuda necessària de l'emperador, prengué Narbona, Tolosa i Bordeus i establí els visigots a la Gàl·lia. Amb la intenció d'acabar les hostilitats amb l'Imperi, el mateix Ataülf es casà amb Placídia a Narbona (414). Bordeus es convertí momentàniament en la capital d'un estat encara molt insegur, però que lluitava per trobar un assentament més estable. Segons Orosi, Alaric no va intentar mai d'acabar amb Roma, ans al contrari esperava passar a la posteritat com el restaurador de l'Imperi, el qual volia revitalitzar amb sang goda.

## Assentament del poble got a l'Aquitània
Quan l'any 416 el rei Wallia clogué amb el patrici Constanci, que actuava en nom de l'emperador Flavi Honori, el tractat de federació pel qual es comprometia a alliberar Hispània dels pobles germànics: vàndals, sueus i alans, que havien envaït el 409, el poble visigot feia més d'una generació, quaranta anys, que errava per les províncies litorals europees de l'Imperi.
Havien passat les aigües del baix Danubi el 376 i havien recorregut Tràcia, la Grècia pròpia, Il·líria, el Vènet i la Llombardia, la Itàlia central i havien saquejat Roma el 410. Havien intentat en va de saltar a l'Àfrica des de Calàbria i, retrocedint en llur camí, havien traspassat els Alps i s'havien establert al Migdia de les Gàl·lies. El 413, llur rei Ataülf arribava a Bordeus. Amb els ports de l'Atlàntic i del Mediterrani bloquejats per les naus del mestre de les milícies Constanci, el poble visigot es veié obligat a passar els Pirineus a la recerca de regions intactes que li permetessin d'atendre a la pròpia subsistència. El 415, i només per uns mesos, Barcelona fou el centre de llur estada. També allí va arribar la persecució de les naus de Constanci i Vàlia, que aleshores acabdillava el poble got, l'hagué de portar de nou cap al sud, a la recerca de l'enyorat repòs, en un nou intent de traspassar a aquelles terres encara impol·lutes d'Àfrica, que als ulls dels bàrbars eren les de l'abundància i de la prosperitat.

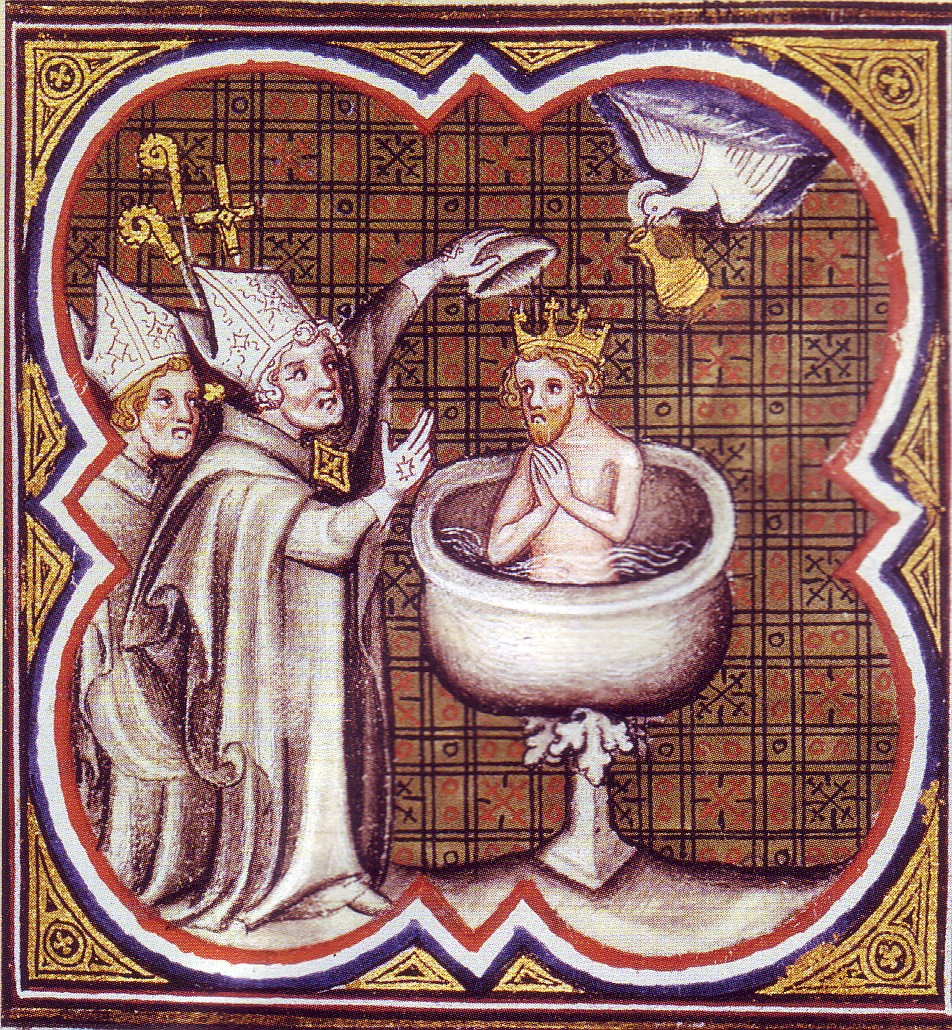
Clodeveu rebent l'Esperit Sant

## Primer intent fracassat
Segurament, el fracàs d'aquest intent va proporcionar les condicions causals que permeteren la conclusió del tractat Wallia-Constanci del 416. Els visigots lliuraren ostatges, entre ells Gal·la Placídia, la germana de l'emperador Honori i vídua d'Ataülf, capturada a Roma, que ara es casaria amb Constanci. Els gots serien avituallats per l'Imperi i, com ja s'ha dit, combatrien els altres pobles bàrbars que ocupaven l'occident i el centre d'Hispània, entre 416 i el 418, lluiten efectivament, contra els vàndals silinges a la Bètica, contra els alans a la Cartaginense i a la Lusitània.
Els visigots s'assentaren en les terres romanes de l'Aquitània Secunda a través de l'aliança de federats entre Vàlia i els romans el 418, establint la seva capital a Tolosa. La terminologia utilitzada per Hidaci, «sedes acceperunt», és molt gràfica; Pròsper d'Aquitània no és menys expressiu: el patrici Constanci –diu- va signar la pau amb Vàlia i li concedí l'Aquitània segona i altres ciutats de les províncies confinant s per habitar-les, ad inhabitandum. Es tractava, docs d'establir, d'assentar un poble que feia tant de temps que vivia com nòmada.

## Canvi essencial pels gots
L'operació era molt important, tant per als gots com per als romans. Per als gots suposava un canvi essencial en la manera de viure: en lloc de confiar l'existència als productes eventuals d'una avituallament estatal romà i d'un saqueig aleatori dels països que trepitjaven, entraven en un sistema d'economia estabilitzada; d'errants pel món, passaven a fixar-se en una terra; de raptors, esdevenien possessors. Per als romans, el fet d'assentar-los constituïa un element fonamental d'ordre, de pau i de seguretat en la marxa de l'Estat.
És interessant d'analitzar en què consistí l'operació i com es realitzà a la pràctica. El tema ha estat tractat repetidament i profusament discutit sens dubte a causa de la manca de fonts d'informació precises. El primer interrogant que es presenta és d'aclarir les raons que van portar a aquesta nova entesa entre les dues parts, entre Vàlia i Constanci. Hem vist com a Constanci havia bloquejat els visigots al Migdia de les Gal·lies, i com els havia empesos després al llarg de les costes d'Hispània cap a l'estret. Els historiadors contemporanis deixen entreveure, sobretot en Ataülf, certa disposició favorable a un acord; però els fets demostren que, en tot cas, era una tendència prematura, que no arribà a quallar.
El fracàs visigot en la temptativa de passar a l'Àfrica pogué ésser la causa immediata del tractat establert el 416: els romans es comprometien a avituallar el poble visigot i aquest, per la seva banda, a alliberar Hispània dels altres bàrbars invasors. Hem vist també com els visigots van complir el pacte, com van destrossar els vàndals silingis a la Bètica i com anihilaren gairebé els alans de la Cartaginense i de la Lusitània. En aquestes circumstàncies, sense liquidar encara el problema de la Galaica, amb els seus ocupants els sueus i els vàndals asdingis, és quan <<intermisso certamine quod agebant>>, deixant sense acabar la seva tasca, Constanci els crida a establir-se en aquella Aquitània que havien hagut d'evacuar quatre anys abans. Per què era abandonada així l'alliberació total d'Hispània, començada amb tants bons auguris?.

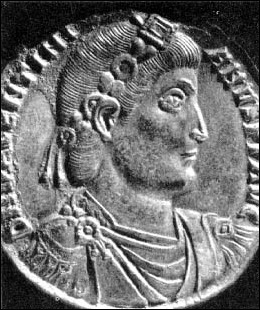
Moneda de l'emperador Valentinià

## Per què les Gàl·lies i no la Hispània
Per què els gots no s'establien dins Hispània mateix en comptes de tornar-se'n a la Gàl·lia? La iniciativa d'aquestes decisions. Fou del mateix Constanci, com vol Idaci, o ben al contrari fou una imposició goda?. Com que no traslluu la utilitat que podia reportar al govern romà semblant decisió sobtada, ens sentim inclinats a pensar que més aviat es degué tractar d'una exigència goda. Sembla clar el desig del poble got d'aconseguir un assentament estable i confortable; aquelles temptatives repetides de passar a l'Àfrica, país que no podia ésser de pas són molt significatives en aquest sentit.

No podent ésser Àfrica, Aquitània –que coneixien bé per haver-la recorreguda -, se'ls devia presentar com país de benedicció. el contemporani Salvià ens descriu que 
| « | els petits i els grans propietaris | » |

de la regió, 
| « | eren els més rics de totes les Gàl·lies | » |

i per això mateix, 
| « | eren també els primers per llur incontinència. Enlloc no hi havia plaers més refinats, vida més dissoluta, costums més desarreglats | » |

no li estranyà que Déu hi hagi permès l'establiment dels gots; i confia que, aquests, que segons ell són gent morigerada, seran un fre al desbordament. Almenys, en compartir la riquesa del país l'haurien de moderar.

## La regió assignada als visigots
La regió que pel tractat del 418 era assignada al poble visigot, segons la Notitia Galliarum –ja que el tractat mateix, no n'han quedat altres restes que vagues al·lusions en els historiadors i en les lleis -, comprenia les ciutats de Bordeus, Agen, Angulema, Santes, Poitiers i Perigord: total sis, que amb Tolosa, que convertirien en capital, sumen set. Com que estaven repartides per diverses províncies –les dues Aquitànies, la Novempopulònia i la Narbonesa primera- la regió no tenia distintiu, expressiu de la seva unitat i fou designada amb el de Septimània: així ho fa Sidoni Apol·linar el 473 en una carta al seu sogre Marc Mecili Avit. Més endavant, incorporat el nom al domini geogràfic visigòtic de la Gàl·lia, va seguir la seva sort i per Gregori de Tours significava ja aquella part de la Narbonesa primera que quedava als francs després de la batalla de Vouillé, a conseqüència de la qual els gots foren expulsats de la resta de les Gàl·lies. D'aleshores ençà, Septimània, en l'ús franc, correspon a la regió que els visigots anomenaren Gàl·lia gòtica o simplement Gàl·lia, la província eclesiàstica narbonesa.

## Allotjaments ben repartits i acceptats

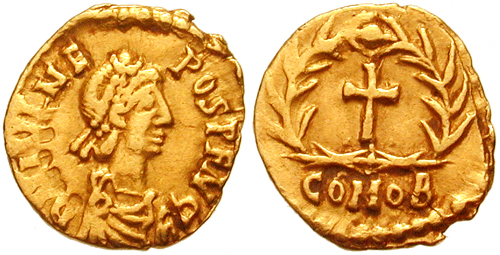
Monedes amb la cara de Juli Nepot

Els agraciats amb aquesta forma d'allotjament, pogueren viure com ho havien fet fins llavors els grans propietaris romans, de les rendes dels béns adjudicats. Pogueren, doncs, atendre a llurs ocupacions de dirigents, de caràcter militar o administratiu, pogueren sostenir equips de guàrdia personal. Això pel que fa als grans jerarques gots, allotjats, al seu torn, sobre el fundis dels grans possessors romans.
Als propietaris mitjans, els degueren assignar famílies godes que devien cultivar personalment les terres consignades; aquestes degueren donar els contingents de soldats que havien d'acudir a l'exèrcit quan fossin cridats per a una campanya. No és probable que els petits propietaris, els que no disposaven de més terra i béns que els necessaris per a viure de llur treball, fossin afectats pels allotjaments. Halphen creu que tota l'operació es realitzà sense dificultats grosses, dins les formes legals tant com era possible, i que els afectats per les càrregues les suportaven amb paciència i encara més amb l'esperança que es tractava d'una situació passatgera.
D'altra banda devia fer-les més suportables el record viu de les invasions germàniques anteriors, violentes i irregulars, que tan dures havien estat.

## La convivència política i religiosa de gots i romans
La base reguladora de tota l'operació d'establiment era el tractat que els autors anomenaren la federació, foedus. Per aquest, els visigots continuaven com un poble unit, autònom, que conservava la seva organització i no es fonia amb la població indígena. D'altra banda, la població romana continuava també sotmesa a la sobirania i a l'administració imperials. Era la coexistència d'un Estat. La diferència era que els federats s'havien convertit en exèrcit imperial, eren obligats a defensar el territori on estaven assentats de tot ataca enemic i a prestar ajuda militar per a qualsevol campanya, sempre que fossin requerits per l'emperador. El rei got quedava sotmès, teòricament, a la superior autoritat d'aquest, sense que li fos atorgada, com se n'havien donat casos anteriorment, dignitat ni ofici romà que li pogués donar cap mena de jurisdicció damunt els súbdits indígenes.
Aquesta situació de convivència autònoma de dos pobles en un mateix espai, que se'ns fa avui una mica difícil d'imaginar, immersos com estem en un clima d'absolutisme estatal unitari, era aleshores una cosa corrent. El seu equilibri fallava en la pràctica només per l'aspecte coactiu del poder; el pes natural de les coses tendia a inclinar la situació cap al costat de la força i com que, a la llarga, la força estigué en mans dels gots, veurem que ells anaren acaparant la sobirania territorial del país que ocupaven. En canvi, en els aspectes legal, social i religiós, es mantenia incòlume el règim de convivència. Els juristes han caracteritzat l'aspecte legal amb la denominació de <personalitat de lleis>, que és el principi segons el qual cadascú conserva sempre amb ell, en tot lloc i sota qualsevol sobirania, l'estatut jurídic del seu grup o nació d'origen. Perquè regeix aquest principi, veurem promulgar lleis diferents per als gots i per als romans, amb vigència simultània. Perquè impera el criteri de llibertat social, veurem respectades les categories existents en un poble i en altre, i l'evolució natural de les institucions socials i econòmiques es farà suaument. Perquè el mateix principi de personalitat s'aplica a l'aspecte religiós, veurem conviure i respectar-se l'arrianisme dels gots i el catolicisme dels romans.
S'ha d'insistir en aquest últim punt, ja que no hi ha unanimitat entre els historiadors sobre la seva consideració i sovint es parla de persecució arrianes, per part d'Euric i d'Alaric especialment, contra les jerarquies catòliques, i, en particular, se suposa que la situació tensa derivada d'aquestes persecucions contra el catolicisme motivà la fàcil i general victòria dels francs de Clodoveu I, convertits de poc, sobre els visigots perseguidors.

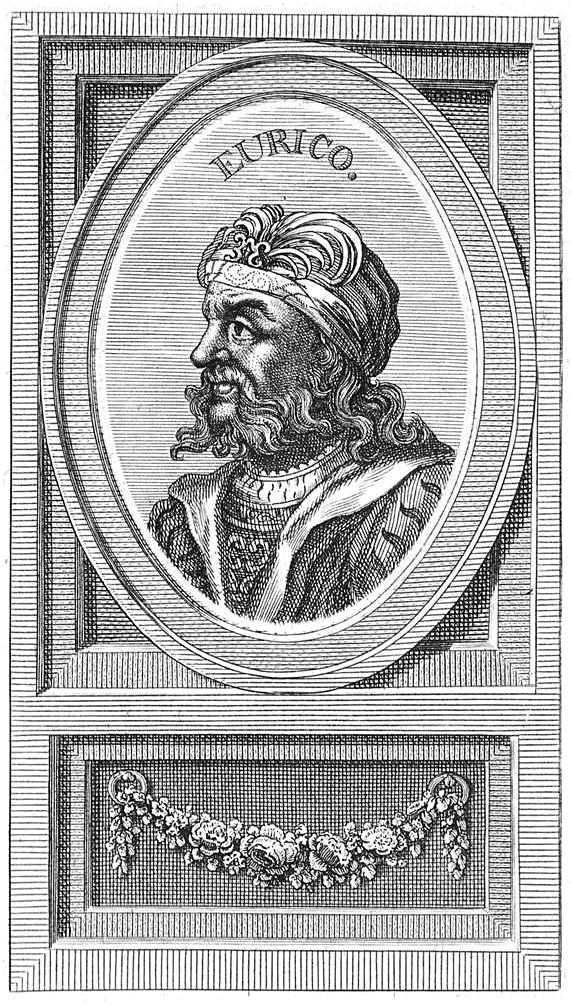
Gravat d'Arnold van Westerhout (1794) representant a Euric

En rigor l'existència de persecucions anticàtoliques es basa només en les consideracions generals de Sidoni Apol·linar sobre Euric i en el fet del desterrament de bisbes. Sidoni Apol·linar escriu en una de les seves cartes, referint-se a Euric: 
| « | Temo aquest rei dels gots, temo que, enardit pels seus èxits militars, no es mostri encara més enemic de les lleis dels cristians que de les ciutats romanes, car, segons diuen, el nom de catòlic l'horroritza i es deleix per assegurar el predomini de la seva raça i de la seva secta. | » |

I en una altra ocasió:
| « | detesta el nom de catòlic... fa l'efecte més d'un cap de secta que no d'un cap del seu poble..., Bordeus, Perigord, Rodés, Llemotges, Javols, Eauze, Bazas, Comenge, Auch i altres ciutats han estat decapitades dels seus pontífexs; a la mort d'aquests no s'han succeït nous bisbes per a conferir ordes, els mals espirituals s'han estès,... ... Les diòcesis, les parròquies, estan desolades, sense ministeri. A les esglésies cauen els sostres, cauen les portes, les espines i els esbarzers tanquen les entrades; els ramats hi van a reposar i menjar l'herba que creix als altars. No solament queden desertes les parròquies rurals; fins i tot a les esglésies urbanes es fan rares les reunions. | » |

A la mort de Vàlia surt escollit com a rei Teodoric I que, a diferència del seu antecessor, no acceptà aliar-se amb els romans i molt menys supeditar-se al seu emperador a través del foedus i s'enfrontà als romans diverses vegades, intentant estendre el seu territori vers la Provença i accedir a la costa mediterrània, assetjant la ciutat d'Arle dues vegades el 425, aprofitant la mort de l'emperador Honori i els desordres per la successió, i novament el 430. Tanmateix, ambdues incursions fracassaren gràcies a l'acció del general romà Flavi Aeci. Els romans van ajudar els huns contra els burgundis en 436, i al seu torn, els huns van ajudar els romans comandats per Litori a Aquitània contra els gots, que assetjaven Narbona, i en 439, la seva capital, Tolosa, que resisteix l'atac.
Sidoni es troba amb lluita oberta i militar contra Euric, defensant de la dominació d'aquest els últims reductes de l'Alvèrnia, amb la seva capital Clarmont d'Alvèrnia, d'on és bisbe. Sidoni en el fons és un possibilista i un oportunista que s'adapta amb facilitat a totes les situacions i que ha cantat una mica les alabances de tots; del rei Teodoric I de Tolosa per la seva lleialtat a Aeci; de Teodoric II (rei dels visigots) va dir que «era l'honor dels gots, el suport i la salvaguarda del poble romà»; a Roma, el 456, pronuncià el panegíric de l'emperador Marc Mecili Avit, imposat pels gots; el 458 fa, a Lió, el panegíric de l'emperador Majorià, anti-got; més tard, el 467, saluda al nou emperador Procopi Antemi, instituït d'acord amb Constantinoble i es pronuncia en un no panegíric contra la reconstitució de l'Imperi Romà a base de la concòrdia entre Orient i Occident; finalment, acabarà atansant-se al mateix Euric, visitant la Cort de Bordeus, de la qual descriu l'esplendor i el moviment, lloant al rei i la seva muller.

## Desterrament polític dels bisbes
El desterrament dels bisbes no s'han d'explicar per motius religiosos, sinó polítics. Sidoni mateix fou desterrat per rebel quan Euric dominà la ciutat de Clarmont; fou enviat a <Livia>, segurament la Llívia de Cerdanya; però fou perdonat aviat i fins i tot retornat a la seva seu de Clarmont. També aquesta seu va resultar decapitada en aquesta ocasió durant un quant temps, el de l'exili de Sidoni; i ni es pot dir que ho fos per l'esperit anti-catòlic, ja que veiem que Euric, un cop dominada Alvèrnia, hi envia per a governar-la un comte Víctor, catòlic, que àdhuc històricament és assenyalat per la seva activitat com a propulsor en la fundació de basíliques. També Alaric desterrà durant uns anys a Bordeus, el 504 Cesari d'Arle, cosa que no impedí que el deixes organitzar i presidir el 506 el gran concili d'Agde.
No, no hi hagué persecució pròpiament religiosa al regne got de Tolosa; hi hagué fregaments i xocs amb els bisbes, tots de caràcter polític. Perquè, al llarg dels noranta anys que durà l'estada dels gots a Aquitània, es produí un fenomen polític que cal tenir molt en compte per les conseqüències que tingué més tard en l'estructura del Regne dels gots a Hispània: el desplaçament de l'autoritat politicocivil romana cap a mans de l'episcopat.

## Estructura de Govern
En principi hi havia tres estructures de govern: la visigoda, que a la vegada que regeix la població goda, substitueix la militar romana i té un caient natural a asservir el poder; la civil romana, que administra la població indígena, amb una tendència a desaparèixer ràpidament a mesura que perd poder; l'eclesiàstica, inclinada cada vegada més a substituir l'anterior i a prendre en la seva mà la representació i la direcció d'aquella població romana. Parlem sempre, naturalment, d'estructures en l'àmbit geogràfic de l'ocupació goda. Fora d'ell, les autoritats romanes, emperador, mestre de milícies, prefecte del pretori de les Gal·lies, continuaran exercint la plenitud de les seves funcions d'autoritat i les de relació amb els reis gots. Quan aquestes autoritats romanes desapareixeran, l'episcopat restarà, a la llarga, convertit en el principal i gairebé únic representant de la població romana enfront del poder got i en relació amb ell.
Símptoma típic de la tendència que s'assenyala, és el fet repetit que els gots acudeixen als bons oficis dels bisbes quan es produeixen conflictes entre el seu rei i l'emperador, en lloc de negociar directament; no sembla que, per a un rei arrià, els bisbes catòlics haguessin d'ésser mitjancers massa apreciats, però és que el rei arrià veia en ells no al catòlic, sinó el representant de la població indígena. Teodoric I, en els conflictes en temps de Valentinià III per les seves pretensions sobre Arle i Narbona, envià a negociar amb el general romà Litori els bisbes del seu Regne, entre d'altres Orenci d'Aush. Quan en temps de l'emperador Juli Nepot (474-475), aquest volgué intentar un acord amb Euric per a sistematitzar la situació imperial enfront del rei got, els intermediaris foren els bisbes d'Ais, d'Arle, de Marsella, és a dir, els bisbes de la Provença que es tracta de salvar, i serà un bisbe foraster, Epifani de Pavia, qui aconseguirà l'acord entre el rei got i l'emperador romà, acord pel qual aquest últim reconeix la jurisdicció d'Euric damunt les províncies a ponent del Roine, que els gots ja ocupaven pràcticament, i damunt Alvèrnia, que Sidoni encara defensava.

## Llei romano-visigoda

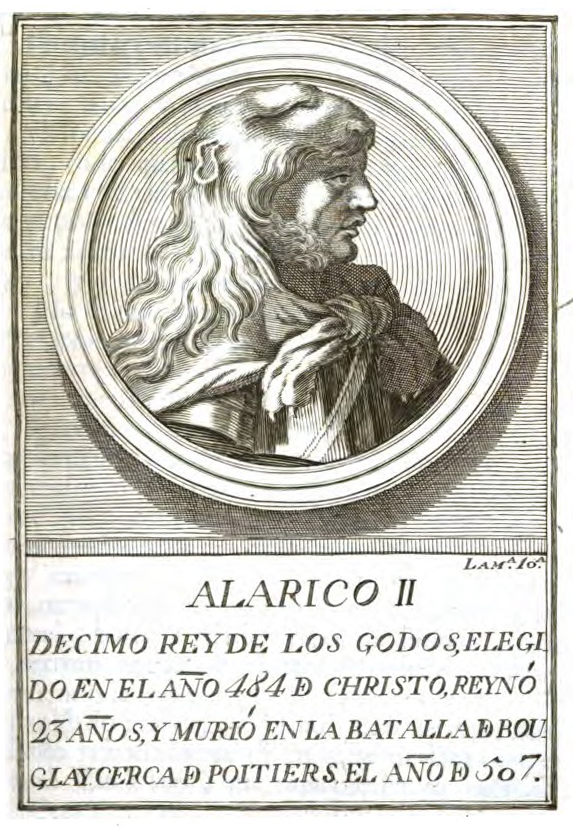
Medalló representant a Alaric

No pas un símptoma, sinó una franca prova d'aquesta situació política de l'episcopat ens la dona la promulgació de l'anomenada «Llei romano-visigoda». El 506 el rei got ja era plenament sobirà al Regne de Tolosa; el rei era Alaric, el seu pare, Euric, havia promulgat un codi pels seus súbdits gots. Alaric en vol promulgar ara un altre per als súbdits romans. Per als efectes que ara interessen, no tenen importància les persones a qui fou encarregada la redacció de l'obra, clergues, notables, sota la direcció d'un comte Goiaric; al cap i la fi es tractava d'una obra tècnica i als tècnics, prudents, s'havia d'acudir; el que si té importància fonamental és com fou validada i com fou promulgada l'obra. Això ho diu molt taxativament el decret d'introducció: el rei, un cop llest el treball de redacció, convocà en assemblea, els bisbes i uns provincials escollits, que havien de reunir a la població d'Aire amb la finalitat de roborar la llei amb el seu consentiment; després, ell la promulgà des de Tolosa, manant als comtes que no n'apliquessin d'altre.
Aquesta assemblea d'Aire, màxim exponent del dret públic per tal com implica una funció legislativa, ens demostra com dins el Regne visigòtic, ja des dels orígens de la seva sobirania territorial, s'atribueix a l'episcopat la representació de la població indígena i això s'haurà de tenir molt en compte quan més tard es vulgui judicar el caràcter de les assemblees conciliars de Toledo, per tal de no aplicar-los una falsa interpretació filla de preocupacions i d'ideologies polítiques nascudes d'ençà del segle xviii.
En canvi, és ben diferent de l'assemblea d'Aire el caràcter del concili reunit a Agde, el mateix any 506. Aquí la reunió és purament eclesiàstica, es limita a deliberar i a legislar sobre matèries d'interès i utilitat exclusius per a l'Església, els clergues i els fidels. Hi assistiren, personalment o per representació, trenta-quatre bisbes, pertanyents a les províncies d'Arle, Narbona, Eauze, Bordeus, Tours i Bourges, és a dir, de tot el Regne visigòtic de les Gàl·lies. El presidí Cesari d'Arle i es reuní amb el consentiment del rei Alaric, per la salut dels quals es feren vots. Aquesta reunió demostra, doncs, que no hi ha incompatibilitat entre l'arrianisme got i el catolicisme romà; poden conviure perquè, com en el cas de les lleis, afecten dos pobles, dues nacions diferents; el rei, encara que sigui arrià, com a got, com a sobirà atén tots els seus súbdits, de la nació que siguin. No dificulta, sinó que facilita, la vida interna de l'Església, dels seus súbdits romans. Sabem per una carta del mateix Cesari, al bisbe de Llemotges, que per malaltia no havia pogut acudir a Agde, que hom projectava de celebrar un altre concili a Tolosa l'any següent, 507; a aquests haurien de concórrer també els bisbes del sector hispànic sotmesos als reis visigots.
Ja no es pogué celebrar: aquest mateix any 507, a la batalla de Vouillé, prop de Poitiers, l'exèrcit visigòtic era desfet pels soldats francs del rei Clodoveu I i el Regne de Tolosa era destruït i acabat.
No sembla massa segur, després del que s'acaba d'explicar, que la ruïna del Regne de Tolosa fos deguda, com tradicionalment s'ha interpretat seguint apassionades indicacions de Gregori de Tours, a l'oposició religiosa entre indígenes catòlics i gots arrians, que haurien provocat que els primers s'inclinessin a la banda de Clodoveu, convertit de poc. A la batalla de Vouillé, al costat d'Alaric lluitaven tropes auxiliars, comandades pel fill de Sidoni Apol·linar, compostes de nobles i de naturals autòctons d'Alvèrnia. Cal cercar altres raons més convincents per a explicar els fets transcendentals ocorreguts aleshores a la Gàl·lia.